# バイバイクイズ7・20
バイバイクイズ7・20（バイバイクイズセブンツーオー）は、1976年10月11日から1984年4月5日までの間、CBCラジオ（中部日本放送）の制作により、CBCラジオナイター（現・CBCドラゴンズナイター）の放送されていない各年度ナイターオフ期間の6か月間（10月〜4月）のみ放送されていたラジオクイズ番組。
タイトルの『7・20』は本番組の放送開始時間、午後7時20分による。なお、1982年度のみ放送時間が19:30〜20:00だったため、タイトルがバイバイクイズ7・30（セブンサーティー）だった。

## パーソナリティ

### 1976年度
- 福井豊治（月曜～金曜）

### 1980年度
- 福井豊治
- 斎藤悠子
- 荒川戦一
- 山田しのぶ

### 1981年度
- 草柳伸一、斎藤悠子（月曜・火曜）
- 荒川戦一、松ヶ崎敬子（水曜・木曜）
- 島津靖雄、桐生郁子（金曜）

### 1982年度
- 草柳伸一、斎藤悠子（月曜・火曜）
- 島津靖雄、松ヶ崎敬子（水曜・木曜）
- 三久保角男、稲葉弘子（金曜）

### 1983年度
- 若林健治（月曜・火曜）
- 島津靖雄（水曜）
- 三久保角男（木曜・金曜）
- 斎藤悠子（月曜～金曜）
全員が（当時の）CBCアナウンサー。

## 放送時間
- 月曜日〜金曜日 19:20〜20:00（1976年度〜1981年度・1983年度）
- 月曜日〜金曜日 19:30〜20:00（1982年度のみ）

## 概要・内容
一般リスナーから解答者を募集し、選ばれた解答者が電話を通してクイズに挑戦する。毎日4人の解答者が出場。スタート当初から、第3問まで全問正解ペースで行けば賞金が倍になり、はがきでも参加出来るのが本番組の特徴であった。1980年度の時点では賞金は2万4千円、多くの副賞の他、6か月の1シーズン中1名にプレゼントされる乗用車も賞品として用意されていた。
なお、以下は1983年度の構成である。
最初、第1問から第3問までは「YES・NOクイズ」で、クイズの入っている赤、青、黄、緑の4枚の封筒の中から解答者が1枚選んで解答する。なお、この3問の間は不正解でも次の問題に進めることが許される。
第4問目は「三択クイズ」、第5問目は普通解答のクイズ。第4問以降で不正解の場合は即失格となる。なお、第5問まで全問正解の場合の賞金は1万8千円。第5問でやめるか、最終の第6問に進むかはリスナーの自由に委ねていた。その第6問目はいくつかのジャンルの中から問題を選んで解答。これに正解すれば賞金は倍の3万6千円、不正解の場合は賞金ゼロとなった。
2人の出場が終わった所で、その2人による「勝ち抜きクイズ」が行われた。2人同時参加で、先に3問正解した方が勝ちとなった。賞金も、勝ち抜いた数だけ比例して加算されていった。
なお一方で、出場者以外のリスナーがはがきで参加する「宿題クイズ」のコーナーもあり、このコーナーには毎日選ばれる『毎日賞』、週1回選ばれる『週間賞』、月1回選ばれる『月間賞』が設けられていた。また、本番組放送中の6ヶ月間に寄せられた応募の中から1名に、乗用車がプレゼントされていた。
（出典：）

## 備考
本番組以前に、同様の内容・構成とコンセプトを持った同じCBCラジオのクイズ番組「バイバイゲーム」があった。放送開始日はCBCが開局した1951年の10月9日、放送時間は毎週火曜日20:00 - 20:30。この番組はキャッチコピーが『当たればバイバイ増えていき、はずれりゃバイバイさようなら』。挑戦者は5つの問題に挑戦、賞金は250円から始まって1問正解ごとに賞金が倍増、全問正解の場合は4000円。途中でやめてもその時点までの賞金がもらえていたが、次の問題に進んで解答出来なかったか不正解だった場合は賞金がゼロとなり、残念賞がもらえるだけという内容・構成であった。司会は玉井亮三アナウンサー（当時）、提供はライオン歯磨。CBC第1スタジオの他毎回各地のホール、体育館などを回って公開録音を行っており、公録は毎回満員の客だったという。この番組の放送回数は1958年3月25日の最終回までに341回を数えた。